# Paramelora zophodesma
Paramelora zophodesma är en fjärilsart som beskrevs av Oswald Beltram Lower 1903. Paramelora zophodesma ingår i släktet Paramelora och familjen mätare. Inga underarter finns listade i Catalogue of Life.